# Фрага (футбольный клуб)
«Фрага» (исп. UD Fraga) — испанский футбольный клуб из одноимённого города, в провинции Уэска в автономном сообществе Арагон. Клуб основан в 1947 году, домашние матчи проводит на арене «Ла Эстакада», вмещающей 4 000 зрителей. В Примере и Сегунде команда никогда не выступала, лучшим результатом является 10-е место в Сегунде B в сезоне 1987/88.

## История
«Фрага» впервые выступила в Терсере в сезоне 1956/57, в сезоне 1960/61 клуб опустился обратно в региональный чемпионат, где пробыл до середины 1980-х годов. Вернувшись в Терсеру, в сезоне 1986/87 «Фрага» заняла 3 место в своей группе и получила право участвовать плей-офф за выход в Сегунду B. Дебютный сезон 1987/88 в Сегунде B принёс клубу 10 место во второй группе. Следующие два розыгрыша команда оставалась в нижней части итоговой таблицы, и по итогам сезона 1989/90 вылетела в Терсеру с 18 места. В сезоне 1991/92 «Фрага» снова играла в Сегунде Б, однако это оказался последний сезон клуба в третьем дивизионе Испании.

## Сезоны по дивизионам
- Сегунда B — 4 сезона
- Терсера — 28 сезонов
- Региональные лиги - 41 сезон

## Известные игроки
- Марк Гарсия — игрок сборной Андорры с 2010 года
- Хавьер Лопес — игрок «Вильярреала» и «Расинга (Ферроль)» в 1990-е, ныне — тренер.